# شهرستان تارنس (نیومکزیکو)
شهرستان تورانس، نیومکزیکو (به انگلیسی: Torrance County, New Mexico) یک سکونتگاه مسکونی در ایالات متحده آمریکا است که در نیومکزیکو واقع شده‌است.

## خصوصیات
شهرستان تورانس ۸٬۶۶۶٫۱۵ کیلومترمربع مساحت دارد.